# Lajeado do Bugre
Lajeado do Bugre es un municipio brasileño del estado de Rio Grande do Sul.
Se encuentra ubicado a una latitud de 27º41'22" Sur y una longitud de 53º10'54" Oeste, estando a una altitud de 424 metros sobre el nivel del mar. Su población estimada para el año 2004 era de 2.390 habitantes.
Ocupa una superficie de 73,659 km².
- Datos: Q1758290
- Multimedia: Lajeado do Bugre / Q1758290